# Portugaliae Acta Biologica
Portugaliae Acta Biologica (ISSN 0874-9035) es una revista científica, de distribución institucional, la cual publica las nuevas investigaciones de significación especial en todas las áreas de la biología de las plantas. La revista contiene una amplia literatura sobre las criptógamas ibéricas y macaronesias, y ha sido publicada por el jardín botánico de la universidad de Lisboa con una periodicidad cuasi-anual desde 1945.  
Hasta 1999, Port. Acta Biol. fue publicada como dos series separadas, A y B, la primera dedicada a la morfología, fisiología y biología general, y la segunda a la sistemática, ecología, biogeografía y paleontología.
Los editores actuales son los botánicos portugueses Mª Amélia Martins-Loução, Fernando Catarino e Ireneia Melo.